# Casa Senyorial d'Erberge
La Casa Senyorial d'Ērberģe (en letó: Ērberģe muiža) és una mansió a la regió cultural de Selònia, al Municipi de Nereta de Letònia.